# Потогонная система

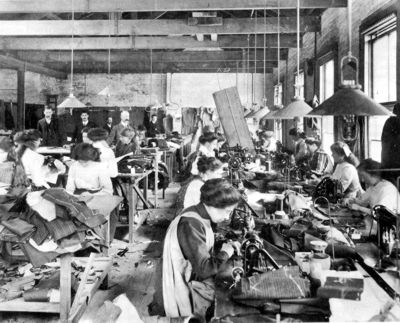
Потогонка в США, ок. 1890 года

Потогонная система (англ. Sweating system от англ. sweatshop) — форма производства, допускающая самую крайнюю эксплуатацию трудящегося, отсюда название «системы выжимания пота». В крупных городах Западной Европы и Америки, где имелись постоянные кадры безработных и непрерывный приток эмигрантов, посредники и скупщики в некоторых ремёслах, например, портняжном, заставляли их работать по 18 часов в сутки в ужасной гигиенической обстановке за ничтожную плату. В России потогонная система господствовала среди некоторых кустарей и в Западном крае среди евреев-ремесленников.